# Gyrodactylus harengi
Gyrodactylus harengi är en plattmaskart. Gyrodactylus harengi ingår i släktet Gyrodactylus och familjen Gyrodactylidae. Inga underarter finns listade i Catalogue of Life.